# Bérénice Marloheová
Bérénice Lim Marloheová (nepřechýleně Marlohe, * 19. května 1979 Paříž) je francouzská filmová herečka, která ztvárnila roli Bond girl Sévérine ve dvacáté třetí bondovce Skyfall, jejíž premiéra proběhla v říjnu 2012.

## Osobní život
Narodila se roku 1979 v Paříži do rodiny lékaře s čínskými a kambodžskými kořeny a francouzské učitelky. Její původní ambicí bylo stát se klavíristkou, když deset let studovala na Pařížské konzervatoři (Conservatoire de Paris).

## Kariéra
Hereckou kariéru začala v roce 2000, kdy byla obsazena do televizního seriálu Ženská spravedlnost. V prvním desetiletí třetího milénia se objevila v několika dalších seriálech mezi jinými Kriminálce Paříž, Pátracím oddělení či Père et maire. Ve snímku Un Bonheur n´arrive jamais seul hrála po boku bývalé Bond girl Sophie Marceau, ačkoli se neobjevila v titulcích.
Ve Francii nebyla příliš obsazovaná do televizních a filmových rolí, protože nepředstavovala klasický typ francouzské herečky. Před postavou Bond girl získávala malé úlohy v televizi. Co se týče novějších rolí, pak se v roce 2014 objevila ve snímku 5 to 7 od režiséra Victora Levina a v roce 2016 ve filmu Weightless.

## Filmografie
- 2000 – Ženská spravedlnost (seriál)
- 2002 – Père et maire (seriál)
- 2006 – Pátrací oddělení (seriál)
- 2006 – Kriminálka Paříž (seriál)
- 2008 – Pas de secrets entre nous (seriál)
- 2008 – Pas de secrets entre nous (seriál)
- 2009 – Le Temps est à l'orage (televizní film)
- 2010 – Le Pigeon (televizní film)
- 2011 – L´ Art de séduire
- 2012 – Skyfall
- 2012 – Un Bonheur n´arrive jamais seul
- 2014 – 5 to 7
- 2016 – Weightless